# Gurneyacris
Gurneyacris is een geslacht van rechtvleugeligen uit de familie Romaleidae. De wetenschappelijke naam van dit geslacht is voor het eerst geldig gepubliceerd in 1958 door Liebermann.

## Soorten
Het geslacht Gurneyacris  is monotypisch en omvat slechts de volgende soort:
- Gurneyacris nigrofasciata (Liebermann, 1958)